# Triepeolus tristis
Triepeolus tristis är en biart som först beskrevs av Smith 1854.  Triepeolus tristis ingår i släktet Triepeolus och familjen långtungebin. Inga underarter finns listade i Catalogue of Life.